# کریشان کومار (بازیگر)
کریشان کومار (به انگلیسی: Krishan Kumar) بازیگر و تهیه‌کننده هندی است. او بیشتر به خاطر بازی در فیلم عاشق بی‌وفا و همچنین مالک شرکت تی-سریز، بزرگ‌ترین شرکت تولید موزیک در هند، معروف است.

## فیلم‌شناسی
به عنوان بازیگر
| سال  | فیلم        | نقش          |
| ---- | ----------- | ------------ |
| ۱۹۹۳ | بیا، عشق من | چند کاپور    |
| ۱۹۹۳ | به تو قسم   | راوی         |
| ۱۹۹۳ | شبنم        |              |
| ۱۹۹۵ | عاشق بی‌وفا  | سوندار سیگال |

به عنوان تهیه‌کننده
| سال  | نام فیلم                    |
| ---- | --------------------------- |
| ۲۰۰۵ | لاکی: زمانی برای عاشقی نیست |
| ۲۰۰۶ | تو مرا دیوانه کردی          |
| ۲۰۰۷ | عزیز                        |
| ۲۰۱۱ | آماده                       |
| ۲۰۱۳ | حقه لعنتی!                  |
| ۲۰۱۶ | پل هوایی                    |
| ۲۰۱۸ | حقیقت تنها پیروزی است       |
| ۲۰۱۸ | سونو، تیتو، سوئیتی          |
| ۲۰۱۹ | عشقت را به من بده           |
| ۲۰۱۹ | دارم می‌میرم                 |
| ۲۰۲۰ | تانهاجی                     |
| ۲۰۲۰ | سیلی                        |
| ۲۰۲۱ | خدا را شکر                  |
| ۲۰۲۱ | حقیقت تنها پیروزی است ۲     |
| ۲۰۲۲ | عاشقی در چندی‌گر             |
| ۲۰۲۲ | آدیپوروش                    |
| ۲۰۲۲ | هزار تو ۲                   |
| ۲۰۲۲ | بازگشت یک شرور              |
| ۲۰۲۲ | آقای مامانی (Mister Mummy)  |
| ۲۰۲۲ | فراز                        |
| ۲۰۲۳ | شاهزاده                     |
| ۲۰۲۳ | گمراه                       |
| ۲۰۲۳ | حیوان                       |